# Inselbetrieb (Eisenbahn)
Der Begriff Inselbetrieb wird bei der Eisenbahn für einen vom übrigen Streckennetz unabhängigen oder davon getrennten Betriebsteil verwendet.
Da eine solche Eisenbahn wie eine eigenständige Bahn betrieben werden muss, werden Inselbetriebe heute meist in eine Tochtergesellschaft des Mutterbetriebes überführt. Deshalb wird die Bezeichnung auch im Zusammenhang mit Gesellschaftszweigen verwendet.
Es sind fünf Arten des Inselbetriebs zu unterscheiden:
- Ein physisch vom übrigen Netz getrennter Betrieb: bei einer Inselbahn ist die Trennung vom Netz offensichtlich, diese Betriebsform gibt es aber auch auf dem Festland:
- Bahnen, die nie einen Anschluss an ein großflächiges Schienennetz besaßen. So wie die Kirnitzschtalbahn. Oder die Flachstrecke der Oberweißbacher Bergbahn, die nur durch deren Standseilbahn erreichbar ist. Generell können alle Straßen-, Untergrund-,  Park-, Garten-, Feld-, Wald-, Standseil- sowie ein Großteil der Zahnradbahnen in diese Kategorie eingeordnet werden.
- Meist durch Streckenstilllegung oder Weichenausbau entstanden, gibt es neu geschaffene Inselbetriebe. So z. B. bei der Strausberger Eisenbahn, der Industriebahn Walzen-Irle im Netphener Ortsteil Deuz oder der Mühlkreisbahn in Oberösterreich. Sie kann aber auch durch eine nicht komplett fertiggestellte Linie entstehen, wie die ehemalige Berliner U-Bahn-Linie U55, die erst 2020 an das restliche Streckennetz angeschlossen wurde.
- Ein vom übrigen Netz aus technischen Gründen wie unterschiedlicher Spurweite oder Stromversorgung getrennter Betrieb: hier besteht Inselbetrieb trotz physischen Anschlusses an das umgebende Netz.
  - Abweichende Spurweite:
    - In den neuen Bundesländern Deutschlands gibt es eine ganze Reihe von Inselbetrieben auf Schmalspurbasis, z. B. die Harzer Schmalspurbahnen. Netzüberschreitender Verkehr wäre hier nur mit aufwendiger Umspurung der Fahrzeuge oder Rollböcken möglich.

  - Abweichende Stromversorgung:
    - Die Rübelandbahn, die nur an nicht elektrifizierte Strecken anschließt, wird mit einer vom übrigen Netz der Deutschen Bahn abweichenden Spannung und Frequenz von 25 kV und 50 Hz betrieben.
    - Auch die S-Bahnen in Hamburg und Berlin werden nicht mit dem üblichen Bahnstrom betrieben, sondern mit Gleichstrom aus einer seitlichen Stromschiene.
    - Die Uetlibergbahn wurde mit 1200 V Gleichspannung mit seitlichem Stromabnehmer als Inselbetrieb geführt; da hier aber auf Teilstrecken Gleise der normalspannigen Sihltalbahn mitbenutzt werden, wurde bei der Uetlibergbahn der Stromabnehmer seitlich am Wagenkastenrand montiert. 2022 wurde auf SBB-Einheitsstrom (15 kV Wechselspannung mit 16 2⁄3 Hz) umgestellt.
    - Die badische Höllentalbahn war früher wegen abweichender Spannung und Frequenz ebenfalls Inselbetrieb, wurde aber am 20. Mai 1960 auf die „übliche“ Spannung von 15 kV und 16 2⁄3 Hz umgestellt.
- Ein betrieblich vom übrigen Netz isolierter Verkehr: Ein Beispiel im Personenverkehr ist die Gräfenbergbahn vom Nürnberger Nordostbahnhof nach Gräfenberg. Für Fahrgäste gibt es keine durchgehenden Verbindungen zum Hauptbahnhof Nürnberg, dieser ist nur durch Umstieg auf die U-Bahn Nürnberg erreichbar, für Fahrzeugüberführungen ist die Strecke selbst über die Ringbahn Nürnberg mit dem übrigen Netz verknüpft.

Inselbetrieb kommt auch bei allen anderen netzförmigen Infrastrukturen vor, siehe auch Inselanlage, Inselnetz.